# Legge organica
Una legge organica, nel diritto pubblico di alcuni Stati del mondo, è un atto normativo previsto dagli ordinamenti giuridici.

## Caratteristiche
Viene adottato dal parlamento con un procedimento aggravato, ossia più complesso rispetto a quello previsto per le leggi ordinarie, superiore a queste ultime nella gerarchia delle fonti del diritto ma subordinato alla costituzione e alle leggi costituzionali, al quale la costituzione riserva la disciplina di determinate materie (stabilendo così una riserva di legge organica).

## Nel mondo
È prevista anche dalle costituzioni di altri paesi, tra cui Spagna, Cile, Venezuela, Ecuador, Repubblica dominicana, Perù, Romania e Moldova. Simile è anche la legge speciale (o legge a maggioranza speciale) prevista dalla costituzione del Belgio, che richiede, per la sua approvazione, oltre ad una maggioranza qualificata (dei 2/3), la maggioranza dei voti di ciascun gruppo linguistico nelle due camere del Parlamento federale.

### Francia
La legge organica (loi organique) è stata introdotta dalla Costituzione francese del 1958 che in più parti demanda ad essa la disciplina dell'organizzazione e del funzionamento di organi o istituzioni a rilevanza costituzionale. Il procedimento legislativo per la sua adozione o modifica è aggravato dalle prescrizioni dell'art. 46 della Costituzione che richiede l'accordo di entrambe le camere, superabile solo se la legge non riguarda il Senato e l'approvazione finale dell'Assemblée nationale avviene a maggioranza assoluta dei membri, nonché il controllo di legittimità costituzionale obbligatorio da parte del Conseil constitutionnel.
Nel 2009 esisteva in Francia una trentina di leggi organiche, alcune delle quali contenenti l'organizzazione costituzionale delle comunità della Francia d'oltremare.

### Italia
In Italia non esiste una fonte del diritto di questo tipo: il completamento della costituzione è demandato alla legge costituzionale o a quella ordinaria. Nel linguaggio parlamentare, tuttavia, si usa il termine "legge organica" sia per indicare la legge che disciplina il funzionamento di un organo, sia la legge che esaustivamente apporta una completa disciplina di una materia.

### Stati Uniti d'America
Negli Stati Uniti sono dette leggi organiche (organic laws) la Dichiarazione di indipendenza, gli Articoli della Confederazione, l'Ordinanza del Nordovest e la Costituzione che, sotto questo nome, costituiscono la prima parte dello United States Code (U.S.C.), raccolta della legislazione federale vigente.